# Verona Football Club 1994-1995
Questa voce raccoglie le informazioni riguardanti il Verona Football Club nelle competizioni ufficiali della stagione 1994-1995.

## Stagione
Nella stagione 1994-1995 l'Hellas Verona disputa il campionato di Serie B, il primo torneo cadetto che assegna tre punti per vittoria. Allenato da Bortolo Mutti disputa un campionato senza troppi patemi, un girone di andata sufficiente, ed un girone di ritorno più positivo, ma centrato sul raggiungimento dell'unico obiettivo della salvezza. Due attaccanti veronesi in doppia cifra come marcatori stagionali, Fabrizio Fermanelli preso dalla Carrarese con 12 reti e Fabrizio Cammarata un giovane di scuola juventina, con 11 centri. È inoltre la prima stagione in cui disputa la stracittadina con il Chievo, neopromosso in cadetteria al termine dell'annata precedente sotto la guida di Alberto Malesani.
In Coppa Italia subito fuori nel primo turno giocato in gara unica, persa (2-0) a Perugia.

## Divise e sponsor
Il fornitore ufficiale di materiale tecnico per la stagione 1993-1994 fu Uhlsport, mentre lo sponsor ufficiale fu il Pastificio Rana.
| Casa | Trasferta |

## Rosa
| N. |                   | Ruolo | Calciatore          |
| -- | ----------------- | ----- | ------------------- |
|    | Italia (bandiera) | P     | Attilio Gregori     |
|    | Italia (bandiera) | P     | Fabrizio Casazza    |
|    | Italia (bandiera) | P     | Paolo Morlino       |
|    | Italia (bandiera) | D     | Diego Caverzan      |
|    | Italia (bandiera) | D     | Vincenzo Esposito   |
|    | Italia (bandiera) | D     | Stefano Fattori     |
|    | Italia (bandiera) | D     | Gianluca Lamacchi   |
|    | Italia (bandiera) | D     | Vincenzo Montalbano |
|    | Italia (bandiera) | D     | Yuri Pellegrini     |
|    | Italia (bandiera) | D     | Celeste Pin         |
|    | Italia (bandiera) | D     | Alessandro Rinaldi  |
|    | Italia (bandiera) | C     | Fabio Bellotti      |
|    | Italia (bandiera) | C     | Patrizio Billio     |

| N. |                   | Ruolo | Calciatore          |
| -- | ----------------- | ----- | ------------------- |
|    | Italia (bandiera) | C     | Massimo Ficcadenti  |
|    | Italia (bandiera) | C     | Alessandro Manetti  |
|    | Italia (bandiera) | C     | Mauro Salvagno      |
|    | Italia (bandiera) | C     | Damiano Tommasi     |
|    | Italia (bandiera) | C     | Aladino Valoti      |
|    | Italia (bandiera) | A     | Fabrizio Cammarata  |
|    | Italia (bandiera) | A     | Fabrizio Fermanelli |
|    | Italia (bandiera) | A     | Vincenzo Garofalo   |
|    | Italia (bandiera) | A     | Claudio Lunini      |
|    | Italia (bandiera) | A     | Andrea Manganotti   |
|    | Italia (bandiera) | A     | Davide Pellegrini   |
|    | Italia (bandiera) | A     | Lamberto Piovanelli |

## Risultati

### Serie B

#### Girone di andata
| Arbitro: | Stafoggia (Pesaro) |

|                      |           |                             |
| Scarafoni 63’ (rig.) | Marcatori | 27’, 39’, 55’ F. Fermanelli |

| Arbitro: | Franceschini (Bari) |

|                   |           |  |
| F. Fermanelli 24’ | Marcatori |  |

| Pescara 18 settembre 1994 3ª giornata | Pescara                       | 0 – 0 referto | Verona | Stadio Adriatico\| Arbitro: \| Quartuccio (Torre Annunziata) \| |
| Arbitro:                              | Quartuccio (Torre Annunziata) |               |        |                                                                 |

| Arbitro: | Rodomonti (Teramo) |

|            |           |  |
| Lunini 76’ | Marcatori |  |

| Arbitro: | Rosica (Roma) |

|           |           |           |
| Negri 66’ | Marcatori | 6’ Lunini |

| Arbitro: | Amendolia (Messina) |

|               |           |           |
| Cammarata 63’ | Marcatori | 46’ Vieri |

| Vicenza 16 ottobre 1994 7ª giornata | Vicenza         | 0 – 0 referto | Verona | Stadio Romeo Menti\| Arbitro: \| Boggi (Salerno) \| |
| Arbitro:                            | Boggi (Salerno) |               |        |                                                     |

| Verona 23 ottobre 1994 8ª giornata | Verona          | 0 – 0 referto | Perugia | Stadio Marcantonio Bentegodi\| Arbitro: \| Pacifici (Roma) \| |
| Arbitro:                           | Pacifici (Roma) |               |         |                                                               |

| Arbitro: | Cinciripini (Ascoli Piceno) |

|                                         |           |              |
| P. Poggi 8’ 17’ F. Marino 49’ Pizzi 59’ | Marcatori | 85’ Bellotti |

| Arbitro: | Bonfrisco (Monza) |

|               |           |               |
| Cammarata 45’ | Marcatori | 73’ Simonetta |

| Arbitro: | Cesari (Genova) |

|          |           |  |
| Pasa 66’ | Marcatori |  |

| Arbitro: | Borriello (Mantova) |

|  |           |                   |
|  | Marcatori | 56’ F. Fermanelli |

| Arbitro: | Bolognino (Milano) |

|                   |           |              |
| F. Fermanelli 31’ | Marcatori | 73’ Baglieri |

| Arbitro: | Cesari (Genova) |

|                   |           |             |
| F. Fermanelli 50’ | Marcatori | 74’ R. Gori |

| Arbitro: | Nicchi (Arezzo) |

|                   |           |               |
| Modica 40’ (rig.) | Marcatori | 68’ Cammarata |

| Arbitro: | Bazzoli (Merano) |

|                                                            |           |           |
| Manetti 19’ (rig.), 42’ (rig.) Lamacchi 51’ Ficcadenti 87’ | Marcatori | 54’ Breda |

| Arbitro: | De Santis (Tivoli) |

|             |           |  |
| Bonaldi 23’ | Marcatori |  |

| Arbitro: | Cinciripini (Ascoli Piceno) |

|                                                     |           |                              |
| Minaudo 65’ (aut.) L. Piovanelli 76’ Ficcadenti 90’ | Marcatori | 33’ Moretti 55’, 66’ Piovani |

| Ascoli Piceno 22 gennaio 1995 19ª giornata | Ascoli               | 0 – 0 referto | Verona | Stadio Cino e Lillo Del Duca\| Arbitro: \| D. Messina (Bergamo) \| |
| Arbitro:                                   | D. Messina (Bergamo) |               |        |                                                                    |

#### Girone di ritorno
| Arbitro: | Tombolini (Ancona) |

|                          |           |  |
| F. Fermanelli 25’ (rig.) | Marcatori |  |

| Arbitro: | Treossi (Forlì) |

|              |           |  |
| Di Somma 68’ | Marcatori |  |

| Arbitro: | Gronda (Genova) |

|                                                                    |           |                                 |
| Cammarata 41’, 50’ F. Fermanelli 75’ (rig.), 86’ Loseto 85’ (aut.) | Marcatori | 52’ Di Giannatale 77’ Margiotta |

| Como 26 febbraio 1995 23ª giornata | Como                         | 0 – 0 referto | Verona | Stadio Giuseppe Sinigaglia\| Arbitro: \| De Prisco (Nocera Inferiore) \| |
| Arbitro:                           | De Prisco (Nocera Inferiore) |               |        |                                                                          |

| Arbitro: | Racalbuto (Gallarate) |

|                          |           |                                         |
| F. Fermanelli 73’ (rig.) | Marcatori | 43’ Negri 66’ (aut.) Valoti 79’ De Rosa |

| Arbitro: | Farina (Novi Ligure) |

|                   |           |  |
| D. Pellegrini 18’ | Marcatori |  |

| Verona 19 marzo 1995 26ª giornata | Verona               | 0 – 0 referto | Vicenza | Stadio Marcantonio Bentegodi\| Arbitro: \| D. Messina (Bergamo) \| |
| Arbitro:                          | D. Messina (Bergamo) |               |         |                                                                    |

| Arbitro: | Dinelli (Lucca) |

|                                        |           |                                           |
| Giunti 10’, 43’ Cornacchini 77’ (rig.) | Marcatori | 28’, 68’, 90’ Cammarata F. Fermanelli 61’ |

| Arbitro: | Arena (Ercolano) |

|  |           |                   |
|  | Marcatori | 10’ (aut.) Valoti |

| Arbitro: | Lana (Torino) |

|  |           |                |
|  | Marcatori | 53’ Montalbano |

| Verona 15 aprile 1995 30ª giornata | Verona             | 0 – 0 referto | Fidelis Andria | Stadio Marcantonio Bentegodi\| Arbitro: \| De Santis (Tivoli) \| |
| Arbitro:                           | De Santis (Tivoli) |               |                |                                                                  |

| Verona 23 aprile 1995 31ª giornata | Verona                                 | 0 – 0 referto | Atalanta | Stadio Marcantonio Bentegodi\| Arbitro: \| Pellegrino (Barcellona Pozzo di Gotto) \| |
| Arbitro:                           | Pellegrino (Barcellona Pozzo di Gotto) |               |          |                                                                                      |

| Arbitro: | Cardona (Milano) |

|                                  |           |  |
| Tangorra 32’ Centofanti 59’, 84’ | Marcatori |  |

| Arbitro: | Ceccarini (Livorno) |

|                                        |           |               |
| Cossato 20’ Valtolina 63’ Giordano 90’ | Marcatori | 73’ Cammarata |

| Arbitro: | Bolognino (Milano) |

|              |           |  |
| Cammarata 9’ | Marcatori |  |

| Arbitro: | Pellegrino (Barcellona Pozzo di Gotto) |

|                                                    |           |                |
| Facci 61’ Pisano 66’ (rig.), 70’ (rig.) Strada 90’ | Marcatori | 75’ Billio 75’ |

| Arbitro: | De Santis (Tivoli) |

|  |           |                   |
|  | Marcatori | 83’ Notaristefano |

| Arbitro: | Gronda (Genova) |

|             |           |  |
| Piovani 53’ | Marcatori |  |

| Arbitro: | Racalbuto (Gallarate) |

|                                                             |           |  |
| Garofalo 23’, 49’ Cammarata 33’ Ficcadenti 76’ Bellotti 88’ | Marcatori |  |

### Coppa Italia

#### Turni eliminatori
| Arbitro: | Braschi (Prato) |

|                         |           |  |
| Ferrante 8’ Dondoni 40’ | Marcatori |  |